# Diadasia lynchii
Diadasia lynchii är en biart som först beskrevs av Juan Brèthes 1910.  Diadasia lynchii ingår i släktet Diadasia och familjen långtungebin. Inga underarter finns listade i Catalogue of Life.